# 肖棣
肖棣（1991年5月14日—），中国男子摔跤运动员，2014年亚洲运动会男子古典式98公斤级银牌得主、2015年亚洲摔跤锦标赛男子古典式98公斤级银牌得主、2018年亚洲运动会男子古典式97公斤级银牌得主。